# Сарделино (Л'Аквила)
Сарделино (итал. Sardellino) је насеље у Италији у округу Л'Аквила, региону Абруцо.
Према процени из 2011. у насељу је живело 63 становника. Насеље се налази на надморској висини од 790 м.